# Carmen Sarmiento
Carmen Sarmiento (Madrid, 30 de agosto de 1944) es una periodista feminista española de televisión especializada en temas internacionales y sociales. Fue la primera mujer corresponsal de guerra en España. Es especialmente conocida por su apuesta por el periodismo comprometido haciendo visibles en sus reportajes problemas sociales como el hambre y la situación de los derechos de las mujeres. Ha obtenido numerosos premios como reconocimiento de su labor profesional. entre ellos el Premio Nacional de Periodismo Derechos Humanos (1984) por el conjunto de su trabajo en la serie "Los Marginados".

## Biografía
Carmen Sarmiento, con familia de raíces andaluzas, nació en Madrid el  30 de agosto de 1944. "Mi familia era una familia de orden, aunque sin recursos económicos. Estudié siempre con becas, y todo me lo he sacado a pulso." explica recordando que para incorporarse al periodismo el esfuerzo que tuvo que realizar fue "muy superior al de los hombres de mi generación".
Después de estudiar en la Escuela Oficial de Periodismo comenzó a trabajar en Televisión Española en 1968 consiguiendo un puesto como reportera en el área de Internacional de los servicios informativos, siendo junto a Elena Martí mujeres pioneras en la información internacional. Como no le gustaba el periodismo que hacía se fue a América a estudiar televisión en Brasil. De regreso a España trabajó en Informe Semanal. Militante feminista desde los años 70, en 1975 se desplazó a México con motivo del Año Internacional de la Mujer y la convocatoria de la primera Conferencia Mundial Sobre las Mujeres del 19 de junio al 2 de julio en la que participaron más de 6.000 personas.  De su experiencia publicó el libro La Mujer, una revolución en marcha (1976) sobre las experiencias, luchas y esperanzas de las mujeres. En 1976 intervino en el Tribunal Internacional de Crímenes contra las Mujeres celebrado en Bruselas. Es también el año en el que nació la revista Vindicación Feminista -se presentó el 13 de julio de 1976- en la que Carmen colaboró desde un principio.
El mismo año publicó también Sánchez Albornoz, cuarenta años después, sobre su exilio argentino durante el régimen del general Franco.  
Desarrolló un periodismo comprometido que quedó plasmado sus trabajos en programas como Informe Semanal -del que fue subdirectora en la década de los setenta-  Primera página, entre 1979 y 1980, y Objetivo en 1981 en el que también fue subdirectora. 

Solo soy una periodista comprometida, una hija del 68 que no se ha travestido ideológicamente y sigue creyendo en la revolución. Por más que recorro mundo y cumplo años, no me resigno a las injusticias.

Entre los acontecimientos históricos del siglo XX que vivió en primera persona y trasladó a los espectadores, se incluyen los golpes de Estado en Portugal, Argentina, Granada y Ghana. Fue, además, corresponsal de guerra en El Salvador, Nicaragua y Líbano. Estuvo a punto de perder su vida en varias ocasiones; en una de ellas se vio envuelta en una emboscada en Nicaragua con muertos por medio, y llegó a ser secuestrada por el ejército colombiano cuando se dirigía a realizar una visita a ‘Tiro Fijo’, jefe de las FARC.
Ha entrevistado a personajes relevantes como Yasser Arafat, Fidel Castro o Rigoberta Menchú.
En 1984 estrenó en TVE la serie de reportajes Los marginados con la que cosechó premios y prestigio. Esta serie se mantuvo en pantalla hasta 1991. La serie mostraba las difíciles condiciones de vida de los más desfavorecidos del planeta. En 1994 abordó la problemática femenina en el Tercer Mundo con Mujeres de América Latina y en 2000 realizó Los excluidos, en colaboración con Manos Unidas y de similares características que la anterior.
En las elecciones europeas del 13 de junio de 1999 se presentó como candidata a diputada al Parlamento Europeo encabezando la candidatura junto a Lidia Falcón "Mujeres para el siglo XXI" en una lista formada por 60 mujeres del movimiento feminista español a iniciativa de la Confederación de Organizaciones Feministas.

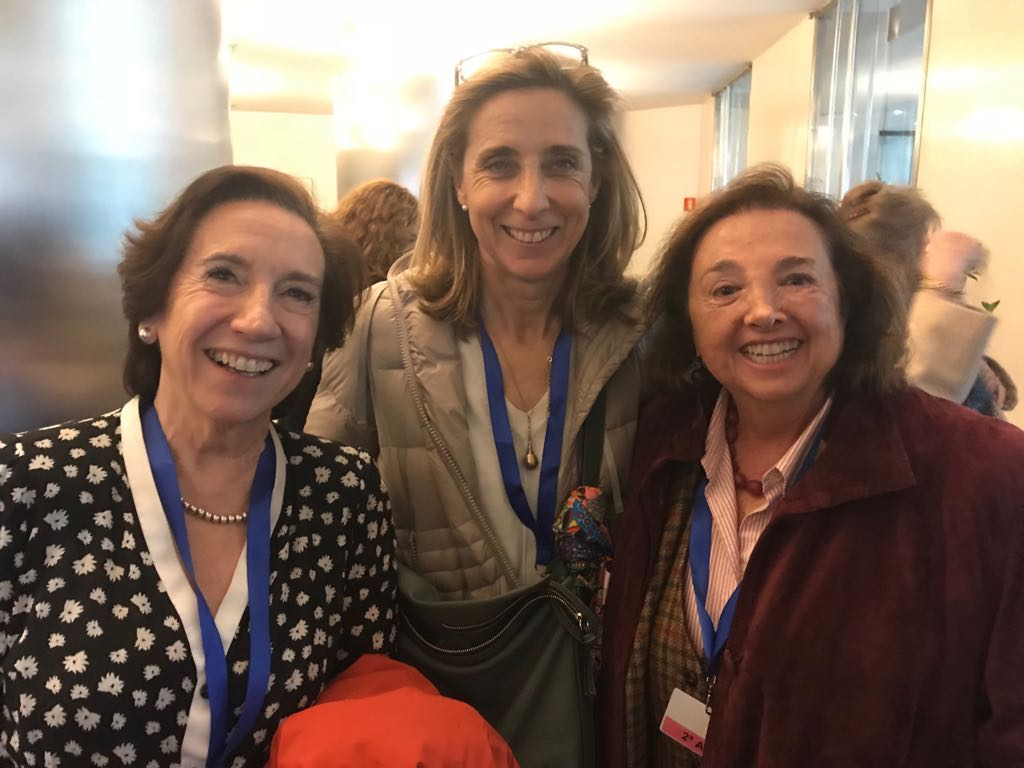
Carmen Sarmiento con Victoria Prego y Ana Moreno de RTVE en las jornadas sobre igualdad en las radiotelevisiones públicas

En 2002 se prejubiló de RTVE a los 58 años tras haber sufrido una hemiplejia cerebral durante un rodaje en Ecuador. «Aunque no tengo secuelas físicas, esta enfermedad ha marcado un punto de inflexión en mi vida. Solo mi cabezonería y mi pasión por las cosas han permitido que haya estado 35 años dando vueltas por el mundo», explicó Sarmiento. Su último trabajo en TVE fueron siete nuevos reportajes para la serie documental «Los excluidos» elaborados en colaboración con las ONG Entreculturas e Oxfam Intermón .

### Conciencia feminista
Sarmiento participó en la creación del Colectivo Feminista de Madrid y ha sido vicepresidenta del Partido Feminista que creó Lidia Falcón. Desde su nacimiento en 1976 fue colaboradora de la revista Vindicación Feminista y más tarde en los años 80 escribió en la revista teórica del partido feminista "Poder y libertad".
"A los 13 años me calcé por primera vez unos pantalones vaqueros y me tocaron el culo" explica en una entrevista cuando le preguntaron sobre su activismo. "Como comprenderás, el culo no lo tocan las estructuras, sino el albañil de turno. No quiero ser discriminatoria, los hombres de todas las clases sociales tienen unas actitudes semejantes con las mujeres. Cuando llegué a televisión, la información internacional estaba en manos de los tíos y para ser corresponsal de guerra tuve que luchar mucho. En nuestra profesión el poder también lo tienen los hombres. Lo mío ha sido el resultado de un largo proceso. No he parado desde el primer día que salí a la calle y me sentí insultada por alguien que tenía 30 kilos de masa muscular más que yo. La calle no es de las mujeres. A los hombres les roban y les apuñalan. A las mujeres las roban, las apuñalan y, encima, las violan".

## Libros publicados
- La mujer, una revolución en marcha. Editorial Sedmay (1976)
- Sánchez Albornoz, cuarenta años después. Editorial: Sedmay (1976)
- Los marginados. Ente Público Radiotelevisión Española. Servicio de Publicaciones (1985) ISBN 10: 8485259122 ISBN 13: 9788485259120
- Viajes a la marginación. Prologado por Lidia Falcón. Mondadori (1990) ISBN: 8439717067
- Cuaderno de viaje de Los Excluidos.

## Premios y reconocimientos
- Premio Nacional de Periodismo de Derechos Humanos (1984) por el conjunto de su trabajo en la serie "Los Marginados".[4]
- Premio Nacional del Instituto de las Mujeres por el programa “La mujer y el Tercer Mundo” y por el tratamiento dado a la mujer en sus documentales de TVE.
- Premio de la Asociación de Informadores Gráficos (1984)
- Premio Manos Unidas (1988) por “Etiopía el hambre que no cesa”
- Premio Unicef (Madrid, 1988) por “Hijos de la pobreza”
- Premio al Mejor Documental del VIII Festival de Cine realizado por Mujeres por “Perú, la cólera del hambre" (1992)
- Candidata a Mujer Europea del Año (1998)
- Premio Alecrín (2002)
- TP de Oro (2001) por su trayectoria profesional.
- Premio Agustín Merello de la Comunicación (2002)
- Premio "Carmen Goes" (2009)[13]
- IV Premio Participando Creamos Igualdad 2011 en la categoría de Comunicación, otorgado por el Consejo de las Mujeres del municipio de Madrid.[14]
- Siñal d'onor Espiello (2016)
- Premio Clara Campoamor del Ayuntamiento de Madrid (2017)
- Premio Especial Manos Unidas  (2017)
- Miembro de Honor SGE 2017. La Sociedad Geográfica Española le reconoce una trayectoria inspirando a generaciones y despertando el gusto por viajar.[15]
- Premio Periodismo Vasco 2018, otorgado por la Asociación y el Colegio Vasco de Periodistas, “por su trabajo especializado en temas internacionales y sociales, y su especial dedicación a la mujer”.[16]
- XV Premio Internacional de Periodismo Manuel Alcántara 2018 de la Universidad de Málaga.[17]
- XXV Premio de Comunicación no sexista 2018, otorgado por la Asociación de Dones Periodistas de Catalunya.[18]
- VII Premio Francisca de Pedraza contra la Violencia de Género .2023, otorgado por la Asociación de Mujeres Progresistas de Alcalá de Henares.[19][20]
- Doctora  Honoris Causa por la Universidad de Valladolid (2024). El nombramiento ha sido a propuesta de la Facultad de Filosofía y Letras de dicha Universidad.[21]